# Olimpiada szachowa 1962
Olimpiada szachowa 1962 rozegrana została w Warnie w dniach 16 września-10 października 1962 r.

## 15. olimpiada szachowa mężczyzn
Wyniki końcowe finałów A i B (38 drużyn, eliminacje w czterech grupach + trzy finały, system kołowy).
| Miejsce           | Kraj              | Punkty |
| ----------------- | ----------------- | ------ |
| Finał A (11 rund) |                   |        |
| 1                 | ZSRR              | 31½    |
| 2                 | Jugosławia        | 28     |
| 3                 | Argentyna         | 26     |
| 4                 | Stany Zjednoczone | 25     |
| 5                 | Węgry             | 23     |
| 6                 | Bułgaria          | 21½    |
| 7                 | RFN               | 21     |
| 8                 | NRD               | 20½    |
| 9                 | Rumunia           | 20½    |
| 10                | Czechosłowacja    | 18½    |
| 11                | Holandia          | 18     |
| 12                | Austria           | 10     |

| Miejsce           | Kraj       | Punkty |
| ----------------- | ---------- | ------ |
| Finał B (11 rund) |            |        |
| 13                | Hiszpania  | 26½    |
| 14                | Anglia     | 26½    |
| 15                | Izrael     | 25     |
| 16                | Kuba       | 22½    |
| 17                | Szwecja    | 22½    |
| 18                | Polska     | 22½    |
| 19                | Belgia     | 22     |
| 20                | Finlandia  | 20½    |
| 21                | Mongolia   | 20     |
| 22                | Szwajcaria | 20     |
| 23                | Islandia   | 19     |
| 24                | Dania      | 17     |

| Miejsce | Medaliści + skład reprezentacji Polski                                                                     |
| ------- | --- |
| 1       | Michaił Botwinnik, Tigran Petrosjan, Boris Spasski, Paul Keres, Jefim Geller, Michaił Tal                  |
| 2       | Svetozar Gligorić, Petar Trifunović, Aleksandar Matanović, Borislav Ivkov, Bruno Parma, Dragoljub Minić    |
| 3       | Miguel Najdorf, Julio Bolbochán, Óscar Panno, Raúl Sanguinetti, Héctor Rossetto, Alberto Foguelman         |
|         | Bogdan Śliwa, Witold Balcerowski, Zbigniew Doda, Alfred Tarnowski, Włodzimierz Schmidt, Andrzej Filipowicz |